# Mediterrane lingua franca
De meditterrane lingua franca ofwel het Sabir was een pidgin die tussen de 11e en de 19e eeuw als lingua franca werd gebruikt in het Middellandse Zeegebied. De term lingua franca is van deze benaming afgeleid en is sindsdien algemeen aanvaard. De meditterrane lingua franca heeft zich nooit tot een echte creooltaal ontwikkeld.

## Kenmerken
De meditterrane lingua franca bevat hoofdzakelijk elementen uit het Latijn, Catalaans, Italiaans en Provençaals. Later kwamen er (met name in de omgeving van Barbarije) ook elementen uit het Spaanse en Portugese, Frans, Grieks en Arabisch bij. De taal werd voornamelijk gebruikt als handelstaal en taal van de diplomatie in het vroegmoderne Midden-Oosten. Het was ook de taal die door slaven in de bagnio, Barbarijse zeerovers en Europeanen in het prekoloniale Algiers gebruikt werd. 
Enkele voorbeelden van het Sabir zijn bewaard gebleven in Molières komedie Le Bourgeois gentilhomme. Hugo Schuchardt was de eerste die de taal stelselmatig bestudeerde. Volgens de door hem ontwikkelde monogenetische pidgintheorie communiceerden Portugese zeevaarders met de bewoners van Afrika, Azië en Australië door hun Portugees te combineren met de talen van de inheemse bewoners, waarna het op deze manier gevormde gebroken Portugees de basis zou hebben gevormd voor alle andere op Indo-Europese talen gebaseerde pidgin- en creoolalen zoals het Tok Pisin, Papiaments en Chinees Pidginengels. Door middel van relexificatie werd in al deze nieuwe creooltalen de Portugese en Sabir woordenschat vrijwel geheel vervangen door woorden uit andere talen (alleen de Portugese woorden sabir, "weten", en piquenho, "kinderen" hebben in alle Indo-Europese creooltalen min of meer dezelfde vorm).